# Рачеєвська сільська рада
Раче́євська сільська рада (рос. Рачеевский сельский совет) — сільське поселення у складі Цілинного району Курганської області Росії.
Адміністративний центр — село Рачеєвка.
Населення сільського поселення становить 244 особи (2017; 294 у 2010, 463 у 2002).

## Склад
До складу сільського поселення входять:
| Населений пункт   | Населення, осіб (2002) | Населення, осіб (2010) |
| ----------------- | ---------------------- | ---------------------- |
| Ісаково, присілок | 95                     | 11                     |
| Рачеєвка, село    | 368                    | 283                    |